# Обійми мене (фільм)
Обійми мене — короткометражний фільм режисера Любомира Левицького. У фільмі знялися музиканти київського гурту «Крихітка». Українська телепрем'єра стрічки відбулася 1 грудня 2009 року на телеканалі MTV Україна та Інтер. Кінопрем'єра фільму відбулася у Києві 26 грудня 2009 року, а онлайн-прем'єра — 21 червня 2010 на сайті mtv.ua.

## Сюжет
У центрі сюжету — любовна історія молодого хіміка, який після знайомства з дівчиною стає свідком і учасником подій, котрі стають випробуванням для усіх героїв фільму.
Фільм створений у межах проєкту «Залишитися живим» міжнародної ініціативи MTV, спрямованої на зниження рівня поширення ВІЛ-інфекції серед молоді у всьому світі, а також за підтримки ЮНІСЕФ Дитячого фонду в Україні.

## У ролях
- Яніна Соколова — Лєра, головна роль
- Каша Сальцова
- Ольга Навроцька
- Сергій Романюк
- Володимир Вірчіс

## Саундтрек
Димна суміш, Крихітка, Олександр Кохановський, Ірина Розенфельд